# Девятая проблема Гильберта
Девятая проблема Гильберта — одна из 23 проблем Гильберта, которые Давид Гильберт высказал в 1900 году на II Международном конгрессе математиков в Париже и которые оказали исключительное влияние на развитие математики в XX веке.
Проблема была частично решена Эмилем Артином доказательством закона взаимности Артина для абелевых расширений алгебраических числовых полей. Позже в 1948 году И. Р. Шафаревичем был найден самый общий закон взаимности степенных вычетов в полях алгебраических чисел.
В неабелевом случае, проблема по-прежнему не решена.

## Формулировка
9. Доказательство общего закона взаимности в любом числовом поле.
<…>
Требуется доказать закон взаимности для степенных вычетов l-го порядка в любом числовом поле, l — нечётное простое число и если l есть целая степень числа 2.
<…>
Оригинальный текст (нем.)9. Beweis des allgemeinsten Reziprozitätsgesetzes im beliebigen Zahlkörper.

Für einen beliebigen Zahlkörper soll das Reciprocitätsgesetz der l-ten Potenzreste bewiesen werden, wenn l eine ungerade Primzahl bedeutet und ferner, wenn l eine Potenz von 2 oder eine Potenz einer ungeraden Primzahl ist. Die Aufstellung des Gesetzes, wie die wesentlichen Hülfsmittel zum Beweise desselben werden sich, wie ich glaube, ergeben, wenn man die von mir entwickelte Theorie des Körpers der l ten Einheitswurzeln {Bericht der Deutschen Mathematiker-Vereinigung über die Theorie der algebraischen Zahlkörper, Bd. IV, 1897. Fünfter Teil} und meine Theorie {Mathematische Annalen, Bd. 51 und Nachrichten der K. Ges. d. Wiss. zu Göttingen 1898} des relativ-quadratischen Körpers in gehöriger Weise verallgemeinert. .